# Rory Gallagher

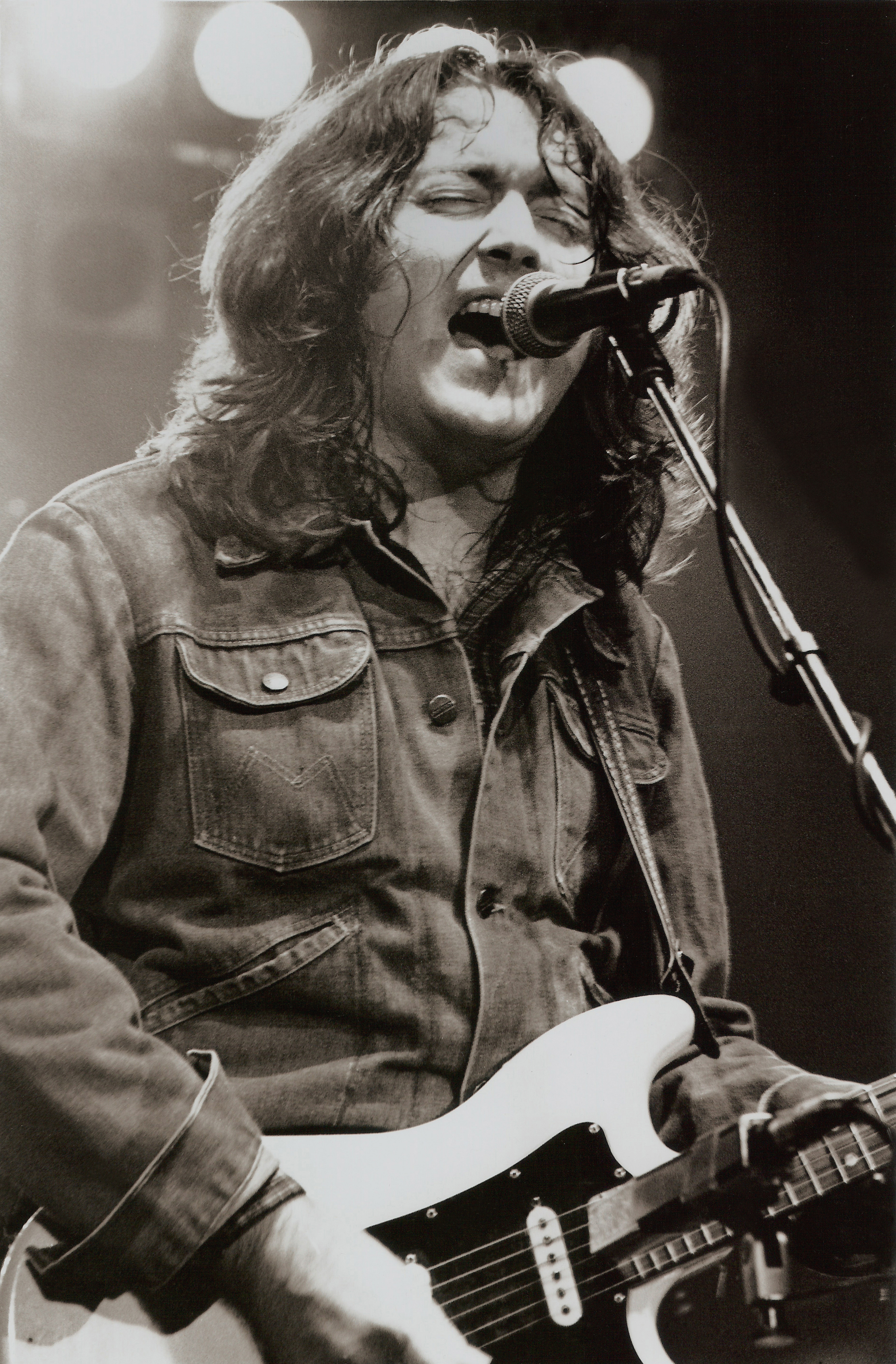
Rory Gallagher (1982)

William Rory Gallagher [ˈgæləhər] (* 2. März 1948 in Ballyshannon im County Donegal, Irland; † 14. Juni 1995 in London) war ein irischer Gitarrist und Singer-Songwriter. Sein musikalisches Schaffen konzentrierte sich auf Bluesrock und Blues in verschiedenen Spielarten. Gallagher nahm in erster Linie Eigenkompositionen auf, seltener auch Coverversionen alter Blues-Klassiker.

## Leben und Werk

### Frühe Jahre

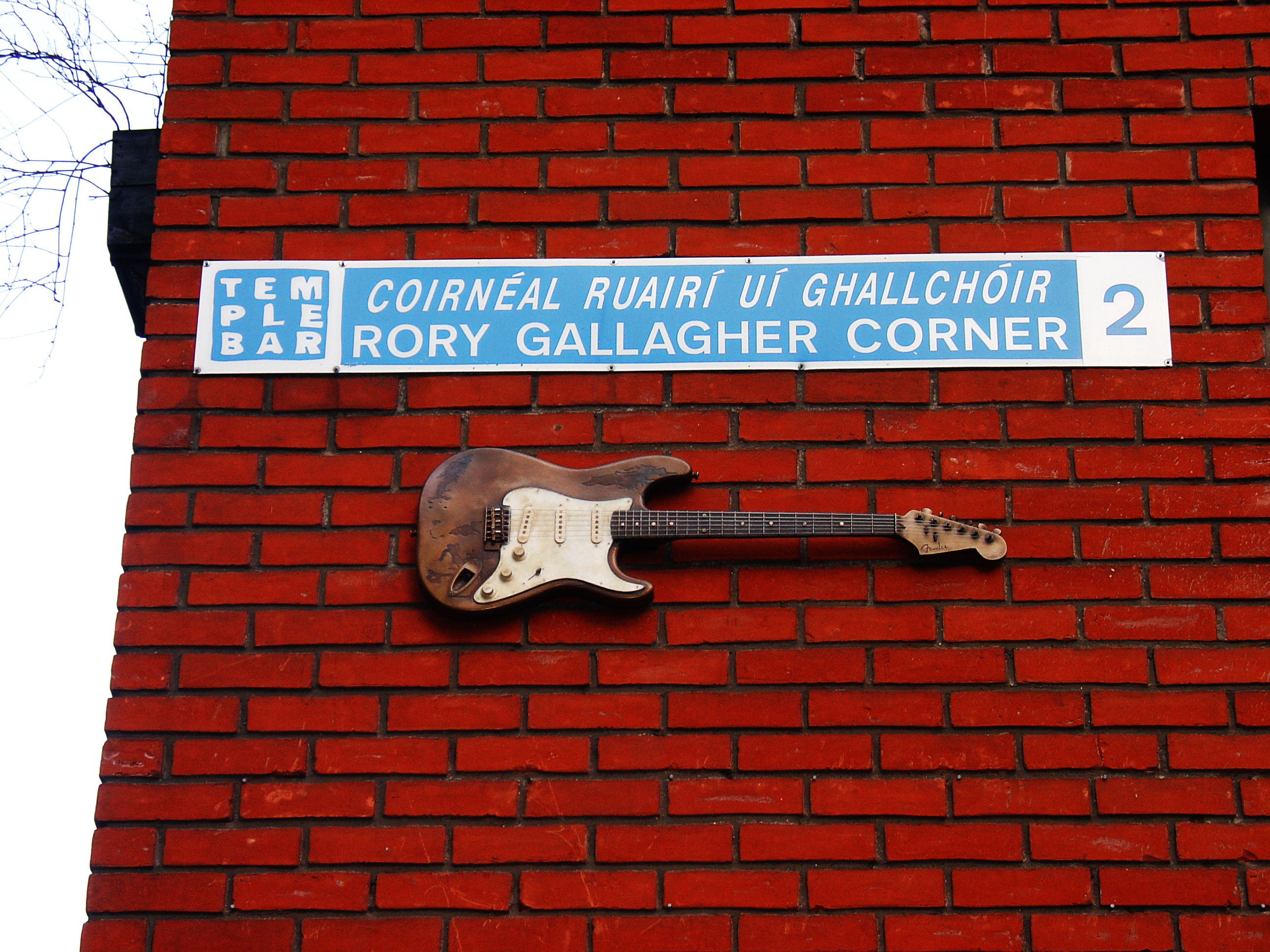
The Rory Gallagher Corner (Dublin)

Im Alter von acht Jahren begann Gallagher Gitarre zu spielen. Ab 1963 war er Mitglied der Fontana Show Band, die sich später in Impact umbenannte. Gallagher war nach eigener Aussage ein Blues- und Rock-’n’-Roll-Fan, seine musikalischen Vorbilder waren unter anderem Lonnie Donegan, Muddy Waters und Leadbelly.
1966 gründete Gallagher mit Norman Damery (Schlagzeug) und Eric Kitteringham (E-Bass) das „Powertrio“ Taste. Diese Formation wurde 1968 aufgelöst. Gallagher, mittlerweile professionell aus der Musikindustrie beraten, ersetzte die Rhythmussektion im selben Jahr auf Drängen des Managements durch John Wilson am Schlagzeug und Richard (Charlie) McCracken am Bass. Mit dieser Formation gelang Gallagher durch Auftritte im Londoner Marquee Club und an dem Isle of Wight-Festival der Durchbruch in der britischen Rockszene. Am 11. Juli 1970 trat er mit Taste beim Open Air Pop Festival in Aachen auf. Gallagher nahm später mit dieser Besetzung sämtliche Alben der Band Taste auf.

### 1971–1976

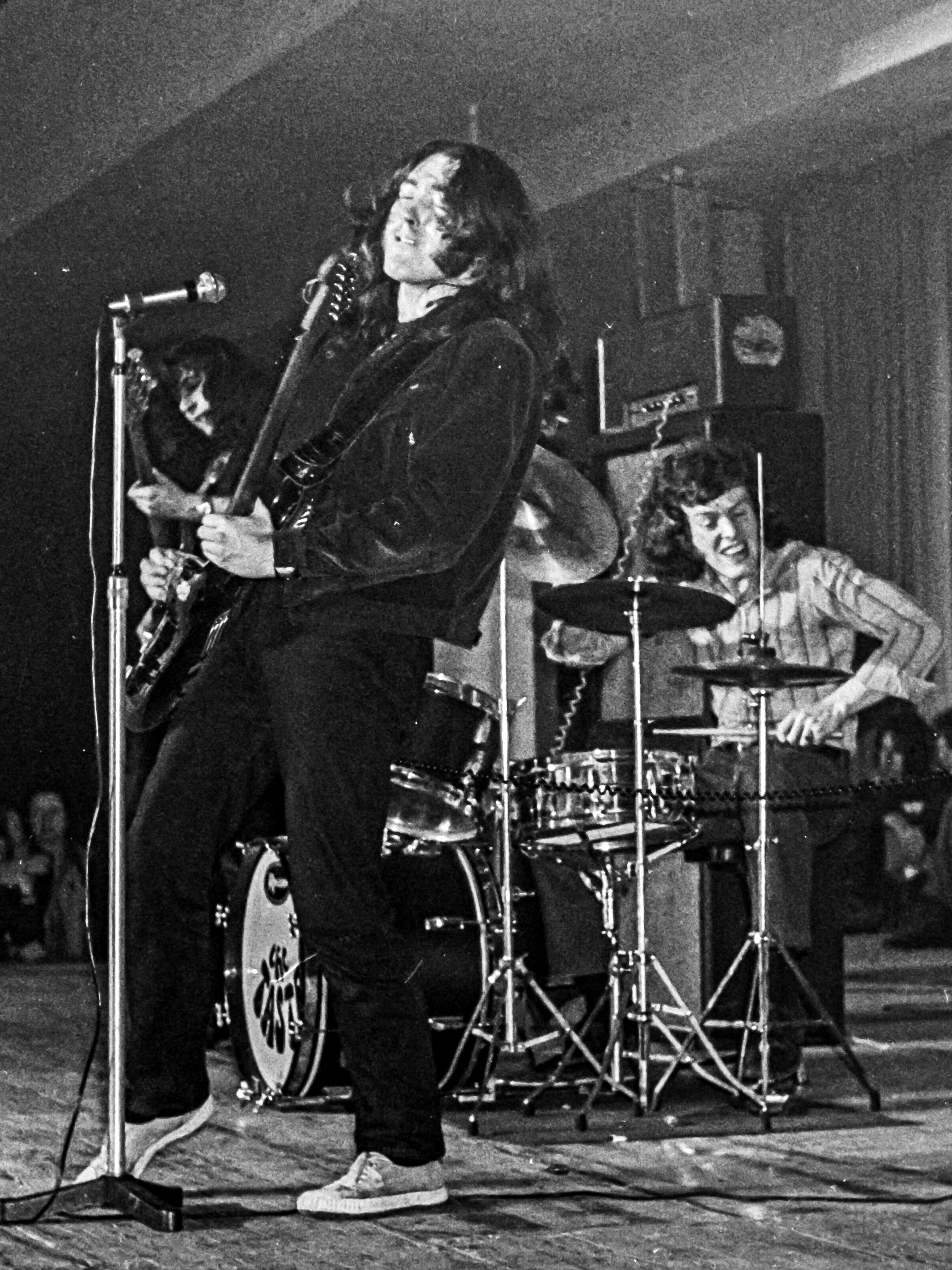
Taste 1970, Niedersachsenhalle, Hannover

Ab 1971 trat Gallagher mit neuer Band (Wilgar Campbell, Schlagzeug, und Gerry McAvoy, Bass) nur noch unter dem Namen „Rory Gallagher“ auf. Fast alle folgenden Alben produzierte er selbst, die Arrangements wurden differenzierter. Ab 1972 vervollständigten Rod de Ath am Schlagzeug und Lou Martin am Klavier die Band. Die Leser des Musik Express wählten ihn von 1971 bis 1973 in Folge zum beliebtesten Gitarristen. Geprägt war Gallaghers E-Gitarrenspiel-Stil durch ein Blues-Rock-Fundament, auch akustische Gitarre, Mandoline, Mundharmonika und Altsaxophon zeugten von Gallaghers irischem musikalischem Erbe. Die Bilderwelt der Texte bewegte sich zwischen dem „Mythos Amerikas“ und der „Melancholie Irlands“. Auf seiner Irland-Tour 1974 entstand das Album Irish Tour ’74. Zu dieser Tour drehte der Regisseur Tony Palmer den gleichnamigen Film, der die einfache Arbeitsweise der Band „on the road“ zeigt, sowie den ausschließlich am Musikmachen interessierten Star ohne Allüren. Setlist von Film und Album weichen voneinander ab.
Gallaghers Einstellung und Charakter verboten es ihm auch, auf das Interesse von Top-Bands wie Cream (1969), Rolling Stones (1974) oder Deep Purple (1975) zu reagieren, die Gallagher nach dem Ausscheiden ihrer Gitarristen Eric Clapton, Mick Taylor bzw. Ritchie Blackmore gerne in ihre Band aufgenommen hätten.
Die Times beschrieb das Gitarrenspiel Gallaghers 1973 so:

„Er ist einer der wenigen Gitarristen, die man nach Sekunden erkennt, so individuell ist sein Stil. Er sagt, das sei Zufall gewesen und habe mit seiner Stratocaster-Gitarre zu tun gehabt, einem geschundenen Gegenstand, den er seit fast 10 Jahren besitzt. Sie erzeugt einen Klang, der mit hoher Geschwindigkeit während eines Gallagher-Auftritts heult und ansteigt – ein Verschmelzen von Obertönen, die er durch das Halten des Plektrums in einem bestimmten Winkel zwischen Daumen und Finger erzeugt. Das führt zu einem chronischen Abrieb des Fingernagels: ‚Ich hatte darüber nie nachgedacht, bis die Leute anfingen, darüber zu schreiben. Dann entwickelte ich den Stil weiter. Es ist ein Sound, den ich mit meinem Bottleneck nicht hinkriege.‘“

### 1976–1995
Im Münchner Musicland Studios nahm Gallagher 1976 das Album Calling Card auf. Produziert wurde es von Roger Glover, dem Bassisten von Deep Purple. Mit diesem Album begann – bedingt durch Glovers Einfluss – ein stärkerer Hardrock-Ton auf den Aufnahmen. Das Album Photo Finish aus dem Jahr 1978 war wieder ein Trio-Album mit Ted McKenna am Schlagzeug. Ab dem Album Jinx spielte Brendan O’Neal am Schlagzeug.
Bis 1982 brachte Gallagher in fast jährlichem Rhythmus ein neues Album auf den Markt. Photo Finish, Top Priority und Jinx wurden im Dierks Studio bei Köln eingespielt. 1987 meldete er sich nach fünfjähriger Pause mit Defender zurück. 1992 stellte er selbst den Sampler Etched in Blue zusammen, der von seinen 14 Alben jeweils einen Titel enthält.

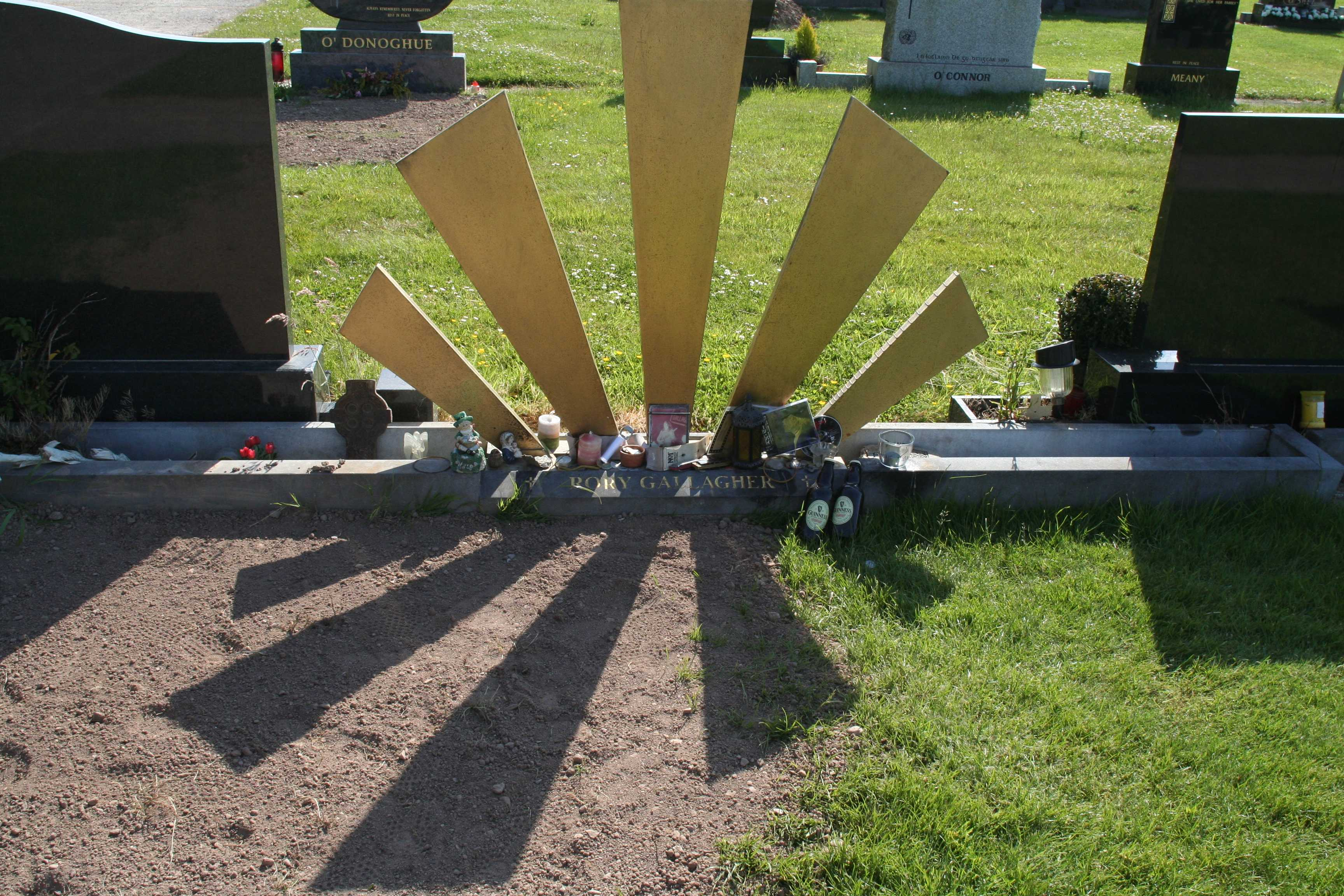
Gallaghers Grab auf dem Friedhof von Ballincollig, County Cork

Rory Gallagher wurde einem breiten deutschsprachigen Publikum spätestens am 23. Juli 1977 durch seinen Live-Auftritt in der ersten, europaweit über Fernsehen und Radio ausgestrahlten Rockpalast Nacht in der Grugahalle in Essen bekannt. Zwischen 1976 und 1990 trat er fünfmal im Rockpalast auf. Nachdem es Ende der 1980er-Jahre ruhig um den Musiker und Sänger geworden war, startete er, gesundheitlich stark angeschlagen, Anfang der 1990er-Jahre mit einer neuen Band ein Comeback: Mit Mark Feltham (Mundharmonika), Richard Newman (Schlagzeug), David Levy (Bass) und Jim Leverton (Keyboards) ging er auf Tour.
Gallagher starb am 14. Juni 1995 an den Folgen einer Lebertransplantation, die aufgrund seines Tablettenkonsums und Alkoholismus notwendig geworden war. Sein Geburtshaus in Ballyshannon und sein Grab auf dem St. Oliver Cemetery in Ballincollig (County Cork) werden von Fans oft besucht.
Der Rolling Stone listete Gallagher 2011 auf Rang 57 der 100 größten Gitarristen aller Zeiten.

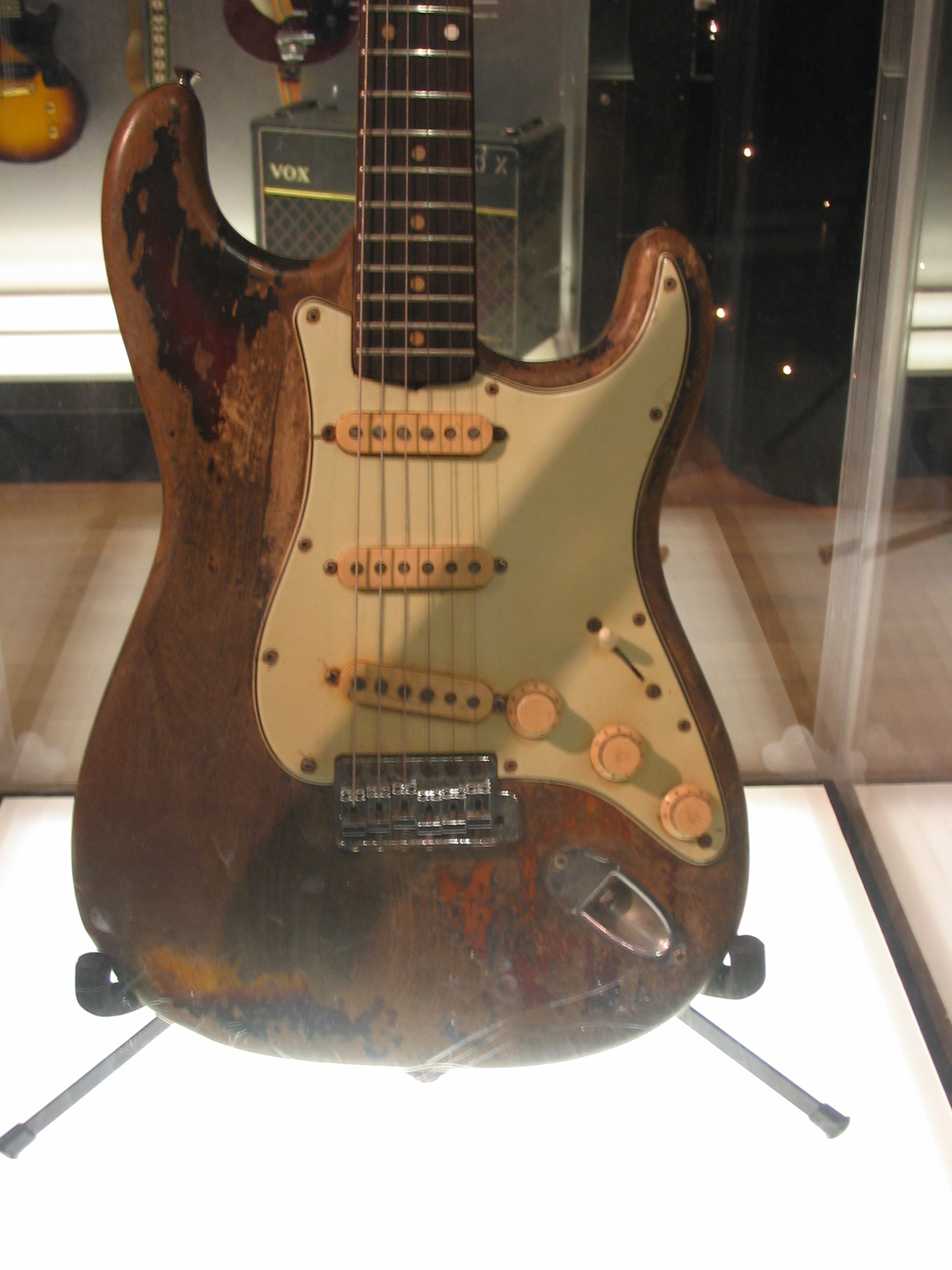
Rory Gallaghers Stratocaster E-Gitarre von 1961, hier bei einer Ausstellung im Jahre 2007

## Equipment
Gallaghers Markenzeichen war seine von ihm nahezu ausschließlich gespielte E-Gitarre, eine Fender Stratocaster des Baujahres 1961. Charakteristisch für Gallaghers Gitarre war deren Korpus, der ursprünglich eine Lackierung in der Farbgebung Sunburst getragen hatte, die durch intensiven Gebrauch des Instruments im Laufe der Jahre weitgehend abgetragen und nie erneuert worden war. Andere Teile des Instrumentes wurden dagegen regelmäßig repariert und modifiziert. Nach Gallaghers Tod brachte Fender eine Sonderauflage der Stratocaster heraus, eine bis ins Detail der Lackschäden exakte Nachbildung von Gallaghers Gitarre.
Als Gitarrenverstärker verwendete Gallagher meist einen Vox AC30 in Verbindung mit einem „Rangemaster“, einem Treblebooster der Firma Dallas.
Akustische Instrumente waren u. a. eine Martin D-35-Gitarre oder eine Mandoline Style A derselben Firma; zu hören bei  Pistol Slapper Blues und Going to My Home Town auf dem Album Live! In Europe (1972).

## Diskografie
Einige der Veröffentlichungen wurden remastered und mit zusätzlichem Material wie Bonustiteln, Fotos oder Texten versehen, so dass unterschiedliche Ausstattungen möglich sind. Für Veröffentlichungen mit Taste siehe hier.

### Studioalben
| Jahr | Titel                    | Höchstplatzierung, Gesamtwochen, AuszeichnungChartplatzierungen (Jahr, Titel, Platzierungen, Wochen, Auszeichnungen, Anmerkungen) | Höchstplatzierung, Gesamtwochen, AuszeichnungChartplatzierungen (Jahr, Titel, Platzierungen, Wochen, Auszeichnungen, Anmerkungen) | Höchstplatzierung, Gesamtwochen, AuszeichnungChartplatzierungen (Jahr, Titel, Platzierungen, Wochen, Auszeichnungen, Anmerkungen) | Höchstplatzierung, Gesamtwochen, AuszeichnungChartplatzierungen (Jahr, Titel, Platzierungen, Wochen, Auszeichnungen, Anmerkungen) | Höchstplatzierung, Gesamtwochen, AuszeichnungChartplatzierungen (Jahr, Titel, Platzierungen, Wochen, Auszeichnungen, Anmerkungen) | Höchstplatzierung, Gesamtwochen, AuszeichnungChartplatzierungen (Jahr, Titel, Platzierungen, Wochen, Auszeichnungen, Anmerkungen) | Anmerkungen |
| Jahr | Titel                    | DE | AT | CH | UK | US | IE | Anmerkungen |
| ---- | ------------------------ | --- | --- | --- | --- | --- | --- | --- |
| 1971 | Rory Gallagher           | DE16 a (2 Wo.)DE | — | CH13 a (1 Wo.)CH | UK32 Gold · (3 Wo.)UK | — | — | Erstveröffentlichung: 23. Mai 1971 |
| 1971 | Deuce                    | DE34 b (2 Wo.)DE | — | CH52 b (1 Wo.)CH | UK39 Gold · (1 Wo.)UK | — | — | Erstveröffentlichung: 29. November 1971 |
| 1973 | Blueprint                | DE32 (2 Wo.)DE | — | — | UK12 Gold · (7 Wo.)UK | US147 (7 Wo.)US | — | Erstveröffentlichung: 19. Februar 1973 |
| 1973 | Tattoo                   | DE41 (2 Wo.)DE | — | — | UK32 Gold · (3 Wo.)UK | US186 (7 Wo.)US | — | Erstveröffentlichung: 9. November 1973 |
| 1975 | Against the Grain        | — | — | — | UK— GoldUK | US121 (13 Wo.)US | — | Erstveröffentlichung: 7. Oktober 1975 |
| 1976 | Calling Card             | — | — | — | UK32 Silber · (1 Wo.)UK | US163 (11 Wo.)US | — | Erstveröffentlichung: 24. Oktober 1976 |
| 1978 | Photo Finish             | DE34 (5 Wo.)DE | — | — | UK— SilberUK | US116 (15 Wo.)US | — | Erstveröffentlichung: 6. Oktober 1978 |
| 1979 | Top Priority             | DE44 (2 Wo.)DE | — | — | UK56 Silber · (4 Wo.)UK | US140 (4 Wo.)US | — | Erstveröffentlichung: 14. September 1979 |
| 1982 | Jinx                     | — | — | — | UK68 Silber · (5 Wo.)UK | — | — | Erstveröffentlichung: 2. Mai 1982 |
| 1987 | Defender                 | DE43 (5 Wo.)DE | — | — | UK— SilberUK | — | — | Erstveröffentlichung: Juli 1987 |
| 1990 | Fresh Evidence           | DE—DE | — | — | UK— SilberUK | — | — | Erstveröffentlichung: Mai 1990 |
| 2011 | Notes From San Francisco | DE31 (2 Wo.)DE | — | CH91 (1 Wo.)CH | UK44 (1 Wo.)UK | — | IE5 (9 Wo.)IE | Erstveröffentlichung: 3. Juni 2011 2 CDs, CD1 Studio – ein historisches bisher unveröffentlichtes 1978er Studio-Album, CD2 Live – ein bisher unveröffentlichter Live-Mitschnitt vom The Old Waldorf in San Francisco vom Dezember 1979. Bei der iTunes deluxe Download-Version gibt es zusätzlich neun Stücke von den Proben der CD1 in einem Studio in Osaka, Japan. |

grau schraffiert: keine Chartdaten aus diesem Jahr verfügbar

### Livealben
| Jahr | Titel                            | Höchstplatzierung, Gesamtwochen, AuszeichnungChartplatzierungen (Jahr, Titel, Platzierungen, Wochen, Auszeichnungen, Anmerkungen) | Höchstplatzierung, Gesamtwochen, AuszeichnungChartplatzierungen (Jahr, Titel, Platzierungen, Wochen, Auszeichnungen, Anmerkungen) | Höchstplatzierung, Gesamtwochen, AuszeichnungChartplatzierungen (Jahr, Titel, Platzierungen, Wochen, Auszeichnungen, Anmerkungen) | Höchstplatzierung, Gesamtwochen, AuszeichnungChartplatzierungen (Jahr, Titel, Platzierungen, Wochen, Auszeichnungen, Anmerkungen) | Höchstplatzierung, Gesamtwochen, AuszeichnungChartplatzierungen (Jahr, Titel, Platzierungen, Wochen, Auszeichnungen, Anmerkungen) | Höchstplatzierung, Gesamtwochen, AuszeichnungChartplatzierungen (Jahr, Titel, Platzierungen, Wochen, Auszeichnungen, Anmerkungen) | Anmerkungen                                                                                       |
| Jahr | Titel                            | DE | AT | CH | UK | US | IE | Anmerkungen                                                                                       |
| ---- | -------------------------------- | --- | --- | --- | --- | --- | --- | ------------------------------------------------------------------------------------------------- |
| 1972 | Live! In Europe                  | DE32 (2 Wo.)DE | — | — | UK9 Gold · (15 Wo.)UK | US101 (15 Wo.)US | — | Erstveröffentlichung: 15. Mai 1972                                                                |
| 1974 | Irish Tour ’74                   | DE33 (3 Wo.)DE | — | — | UK36 Gold · (2 Wo.)UK | US110 (11 Wo.)US | IE38 (3 Wo.)IE | Erstveröffentlichung: 22. Juli 1974 Charteinstieg in DE, US & IE nach Wiederveröffentlichung 2014 |
| 1980 | Stage Struck                     | — | — | — | UK40 (3 Wo.)UK | — | — | Erstveröffentlichung: 2. November 1980                                                            |
| 2018 | The French Connection            | — | — | — | — | — | IE100 (1 Wo.)IE |                                                                                                   |
| 2020 | Check Shirt Wizard – Live in ’77 | DE10 (7 Wo.)DE | AT43 (1 Wo.)AT | CH24 (2 Wo.)CH | UK26 (1 Wo.)UK | — | IE9 (1 Wo.)IE | Erstveröffentlichung: 6. März 2020                                                                |
| 2023 | All Around Man – Live in London  | DE14 (1 Wo.)DE | AT48 (1 Wo.)AT | CH9 (2 Wo.)CH | — | — | IE42 (1 Wo.)IE | Erstveröffentlichung: 7. Juli 2023                                                                |

grau schraffiert: keine Chartdaten aus diesem Jahr verfügbar
Weitere Livealben
- 2003: Meeting with the G-Man – Amsterdam 1993
- 2006: Rory Gallagher Live at Montreux (1 CD, Live-CD, Querschnitt von den Auftritten 1975, 1977, 1979, 1985 und 1994)
- 2010: Rory Gallagher – The Beat Club Sessions
- 2013: Rory Gallagher – Live at the Montreux Festival 1975–94, The Definitive Collection

### Kompilationen
| Jahr | Titel                      | Höchstplatzierung, Gesamtwochen, AuszeichnungChartplatzierungen (Jahr, Titel, Platzierungen, Wochen, Auszeichnungen, Anmerkungen) | Höchstplatzierung, Gesamtwochen, AuszeichnungChartplatzierungen (Jahr, Titel, Platzierungen, Wochen, Auszeichnungen, Anmerkungen) | Höchstplatzierung, Gesamtwochen, AuszeichnungChartplatzierungen (Jahr, Titel, Platzierungen, Wochen, Auszeichnungen, Anmerkungen) | Höchstplatzierung, Gesamtwochen, AuszeichnungChartplatzierungen (Jahr, Titel, Platzierungen, Wochen, Auszeichnungen, Anmerkungen) | Höchstplatzierung, Gesamtwochen, AuszeichnungChartplatzierungen (Jahr, Titel, Platzierungen, Wochen, Auszeichnungen, Anmerkungen) | Höchstplatzierung, Gesamtwochen, AuszeichnungChartplatzierungen (Jahr, Titel, Platzierungen, Wochen, Auszeichnungen, Anmerkungen) | Anmerkungen                                                                                              |
| Jahr | Titel                      | DE | AT | CH | UK | US | IE | Anmerkungen                                                                                              |
| ---- | -------------------------- | --- | --- | --- | --- | --- | --- | --- |
| 1975 | Sinner...and Saint         | — | — | — | — | US156 (5 Wo.)US | — | |
| 1999 | BBC Sessions               | — | — | — | UK81 (1 Wo.)UK | — | — | Doppel-CD In Concert und Studio                                                                          |
| 2003 | Wheels Within Wheels       | DE87 (1 Wo.)DE | — | — | — | — | IE18 (11 Wo.)IE | |
| 2005 | Big Guns                   | — | — | — | UK31 (3 Wo.)UK | — | IE2 (21 Wo.)IE | Erstveröffentlichung: 29. August 2008 Doppel-SACD, Zusammenstellung anlässlich seines zehnten Todestages |
| 2008 | The Essential              | — | — | — | — | — | IE17 (8 Wo.)IE | Erstveröffentlichung: 11. April 2008 28 Titel, darunter fünf Liveaufnahmen                               |
| 2019 | Blues                      | DE14 (12 Wo.)DE | AT41 (1 Wo.)AT | CH22 (5 Wo.)CH | UK17 (3 Wo.)UK | — | IE4 (6 Wo.)IE | Erstveröffentlichung: 31. Mai 2019                                                                       |
| 2020 | The Best of Rory Gallagher | DE55 (2 Wo.)DE | — | CH78 (1 Wo.)CH | — | — | — | Erstveröffentlichung: 9. Oktober 2020                                                                    |
| 2024 | The BBC Collection         | DE3 (1 Wo.)DE | AT52 (1 Wo.)AT | CH37 (1 Wo.)CH | — | — | — | Erstveröffentlichung: 11. Oktober 2024                                                                   |

grau schraffiert: keine Chartdaten aus diesem Jahr verfügbar
Weitere Kompilationen
- 1972: The Best Years
- 1972: Pop History Vol. 30
- 1974: In the Beginning
- 1974: The Story So Far
- 1975: The Story of Rory Gallagher
- 1975: Rory Gallagher
- 1977: Best of Rory Gallagher
- 1978: Very Best of Rory Gallagher
- 1995: A Blue Day for the Blues
- 1998: Etched in Blue
- 2001: Let’s Go to Work (vier Live-CDs: Live In Europe, Irish Tour ‘74, Stage Struck und Meeting with the G-Man, Amsterdam 1993)
- 2009: Crest of a Wave: The Best of Rory Gallagher (2 CDs)
- 2013: Kickback City

### Videoalben
Erzielte Platzierungen in Deutschland gelten für die Albumcharts.

| Jahr | Titel                           | Höchstplatzierung, Gesamtwochen, AuszeichnungChartplatzierungen (Jahr, Titel, Platzierungen, Wochen, Auszeichnungen, Anmerkungen) | Höchstplatzierung, Gesamtwochen, AuszeichnungChartplatzierungen (Jahr, Titel, Platzierungen, Wochen, Auszeichnungen, Anmerkungen) | Höchstplatzierung, Gesamtwochen, AuszeichnungChartplatzierungen (Jahr, Titel, Platzierungen, Wochen, Auszeichnungen, Anmerkungen) | Höchstplatzierung, Gesamtwochen, AuszeichnungChartplatzierungen (Jahr, Titel, Platzierungen, Wochen, Auszeichnungen, Anmerkungen) | Höchstplatzierung, Gesamtwochen, AuszeichnungChartplatzierungen (Jahr, Titel, Platzierungen, Wochen, Auszeichnungen, Anmerkungen) | Höchstplatzierung, Gesamtwochen, AuszeichnungChartplatzierungen (Jahr, Titel, Platzierungen, Wochen, Auszeichnungen, Anmerkungen) | Anmerkungen                                                                                 |
| Jahr | Titel                           | DE | AT | CH | UK | US | IE | Anmerkungen                                                                                 |
| ---- | ------------------------------- | --- | --- | --- | --- | --- | --- | ------------------------------------------------------------------------------------------- |
| 2004 | Rory Gallagher at Rockpalast    | DE51 (5 Wo.)DE | — | — | — | — | IE— PlatinIE | WDR Studio L, Köln 1976/Grugahalle, Essen 1977/Jam Session, Wiesbaden 1979                  |
| 2006 | Rory Gallagher Live at Montreux | DE87 (1 Wo.)DE | — | — | — | — | — | Doppel-DVD; Auftritte beim Montreux Festival aus den Jahren 1975, 1977, 1979, 1985 und 1994 |

Weitere Videoalben
- 2001: Irish Tour ’74
- 2005: Rory Gallagher – The Complete Rockpalast Collection (Dreifach-DVD, limitierte Auflage. DVD 1: WDR Studio L Köln 1976, Grugahalle Essen 1977, Jam Session Wiesbaden 1979; DVD 2: Loreley 1982, Loreley Jam Session 1982; DVD 3: Maifestspiele Wiesbaden 1979, Live Music Hall Cologne 1990) (DE: Gold)
- 2006: Live at the Cork Opera House (Sony-BMG)
- 2008: Rock Goes to College (DVD, Middlesex Polytechnic, 27. Januar 1979)
- 2010: Rory Gallagher – Ghost Blues: The Story of Rory Gallagher (Doppel-DVD; Disc 1: “The Story of Rory Gallagher”. Disc 2: “The Beat Club Sessions 1971–72”.)
- 2011: Irish Tour ’74 (BluRay)
- 2013: Rory Gallagher – Live at the Montreux Festival 1975-94, The Definitive Collection (Doppel-DVD)

### Gastbeiträge
- 1977: Joe O’Donnell – Gaodhal’s Vision
- 1978: Lonnie Donegan – Puttin’ On the Style (Titel A1, B4, B5)
- 1994: Energy Orchard – Pain Killer (Titel 3)